# Maeda Keiji
Maeda Toshimasu (前田 利益) mais conhecido como Maeda Keiji (前田 慶次) (1543 - 1612) foi samurai japonês que viveu durante o período Sengoku (período feudal de guerra) no século XVI. Sua data de nascimento e morte gera discussões e controvérsias, mas a versão mais aceita é (1543 - 1612). Outras datas de nascimento sugeridas são 1533 e 1541.
Nascido em família aristocrática, na então província de Owari, filho de Takigawa Kazumasu, e adotado por Maeda Toshihisa. É dito que Keiji teria uma estatura incomum para os padrões da época, e do país. Apesar de ter sido nomeado por seu pai adotivo para sucedê-lo como líder do clã Maeda, seu tio Maeda Toshiie, conseguiu que Oda Nobunaga, Daimyo da província de Owari o nomeasse como sucessor do irmão ao invés de Keiji. Quando seu pai faleceu, e seu clã foi passado para seu tio, Keiji o abandonou e passou a viver como peregrino após vários desentendimentos com seu tio Toshiie, e supostas tentativas de assassinato a Keiji por ele.
Quando Toyotomi Hideyoshi assume o controle do Japão, Maeda Toshiie, recebe uma posição importante em seu governo, enquanto que Keiji deixa a província de Kaga, e passa a viver em Kyoto. Lá se torna amigo íntimo de Naoe Kanetsugu, assistente do Daimyo Uesugi Kagekatsu, de Echigo.
Keiji participou da invasão de Aizu, junto com Naoe, a invasão falhou, mas Keiji, assumindo a retaguarda, permitiu o retorno do clã, sem grandes danos. Uma de suas maiores façanhas foi domar o cavalo Matsukase, feito a partir de cruzamentos induzidos entre os melhores espécimes, porém nunca deixou-se ser montado, até que Keiji o montou. Keiji ficou famoso durante a batalha de Hasedo, em que atacou as tropas de Mogami Yoshiaki, montando seu cavalo Matsukase. Embora frequentemente apareça em jogos eletrônicos como um "bárbaro", Keiji na verdade era um homem elegante que se dedicou às artes.
Nos jogos de ação "Samurai Warriors" e "Samurai Warriors 2", Maeda Keiji aparece como um personagem carismático e bárbaro, montando sempre o cavalo Matsukase e usando uma lança de duas pontas (a mesma arma e cavalo que historicamente teria usado na batalha de Hasedo).